# André Morais
André Morais é um cineasta, cantor e ator brasileiro.
Nascido na cidade de João Pessoa, Paraíba, André Morais começou sua trajetória artística como ator e integrante do grupo de teatro do Colégio Marista de sua cidade, aos 14 anos de idade. Em sua carreira teatral, seu trabalho de maior destaque profissional foi o monólogo Diário de um Louco, baseado no conto russo de Nikolai Gogol, no qual é ator e diretor. Com o espetáculo, viajou pelas cinco regiões do país, em turnê por mais de 60 cidades. Nesse momento, está em cartaz como ator e criador do espetáculo musical Memórias de Terra e Água, baseado na obra do escritor moçambicano Mia Couto.
O teatro o levou para música, onde, a partir de um espetáculo musical, gravou seu primeiro disco, Bruta Flor, em 2011. O repertório é de canções de sua autoria em parceria com nomes da música popular brasileira como Carlos Lyra, Chico César, Sueli Costa e Marco Antônio Guimarães, além das participações de Mônica Salmaso, Tetê Espíndola, Ná Ozzetti e Ceumar.   Por esse disco, ganhou o Prêmio Nacional Grão de Música, em 2014.  Em 2015, lançou seu segundo álbum autoral, Dilacerado, com as participações de Elza Soares e Naná Vasconcelos , sendo eleito um dos 100 Melhores Lançamentos Nacionais do ano de 2015, segundo o site Jardim Elétrico. 

Formado em Comunicação Social pela Universidade Federal da Paraíba, o curso despertou seu interesse pelo cinema. Ainda estudante, escreveu, dirigiu e produziu seu primeiro curta-metragem, Alma, participando de festivais no Brasil e no exterior  . Foi eleito o Melhor Filme de Ficção do 7º Festival Latino-Americano de Cinema de Toronto, Canadá , além do Prêmio Nacional do Ministério da Educação (Brasil) de Melhor Curta Universitário . Seu trabalho de maior repercussão no audiovisual é o longa-metragem Rebento, no qual é autor e diretor. O filme estreou em janeiro de 2018, na seleção oficial da Mostra de Cinema de Tiradentes e angariou prêmios nacionais e internacionais, incluindo o Golden Sparrow de Melhor Filme e Melhor Atriz no Diorama Film Festival em Nova Deli, Índia.